# Wielka Armia

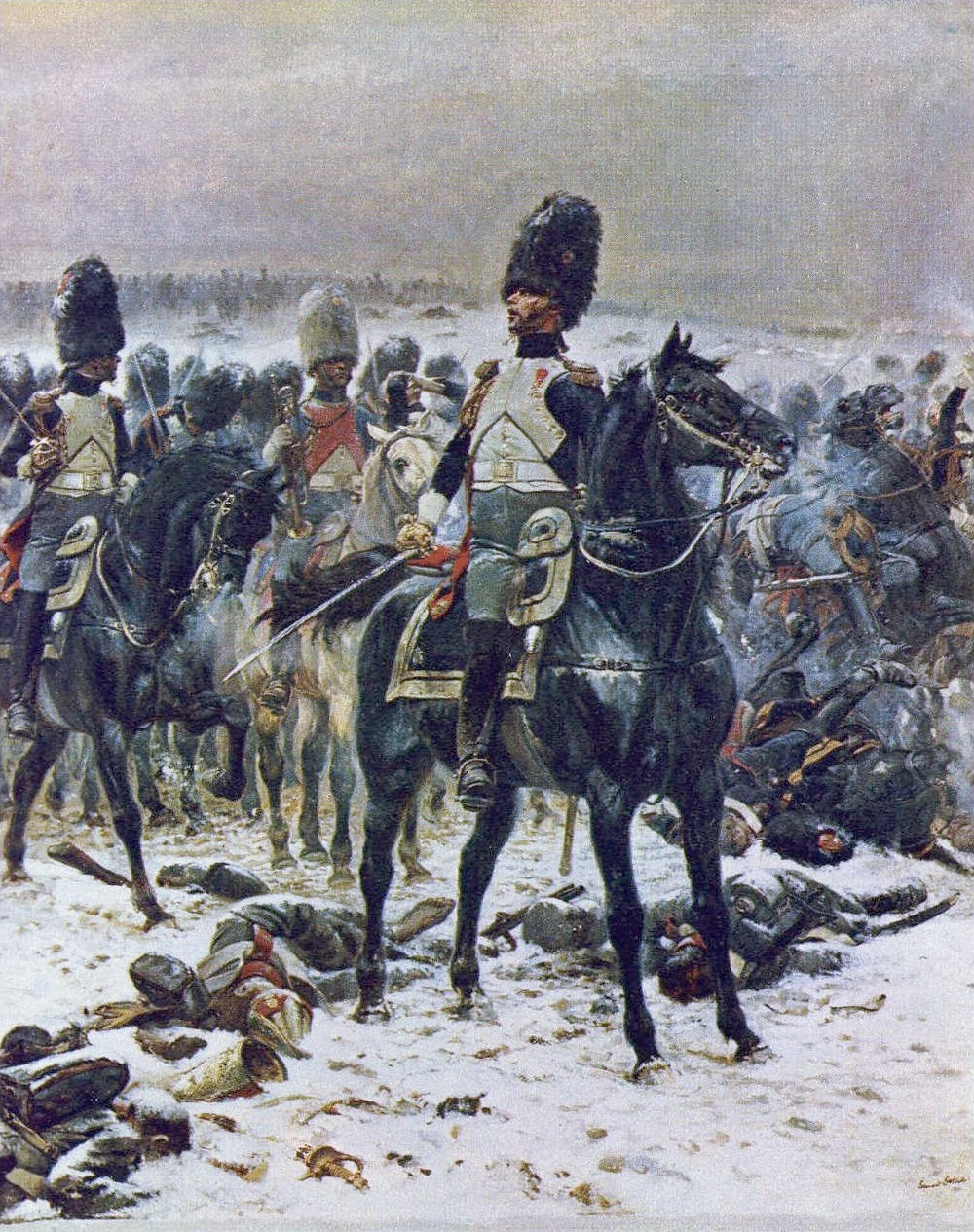
Grenadierzy konni Gwardii podczas bitwy pod Pruską Iławą

Wielka Armia (fr. Grande Armée) – nazwa nadawana kolejnym głównym armiom, tworzonym w czasie I Cesarstwa Francuskiego w latach 1805–1808 i 1811–1814 przez wojska francuskie i sojusznicze. Motto formacji brzmiało: „Valeur et Discipline” (męstwo i dyscyplina).

## Nazwa formacji
Nazwa Wielka Armia pojawiła się po raz pierwszy w korespondencji Napoleona z szefem sztabu marszałkiem Louisem Berthierem w 1803. W rozkazie z 13 stycznia 1804 Napoleon użył terminu „Wielka Armia Wybrzeży Oceanu”. Liczyła około 200 000 ludzi i stacjonowała na wybrzeżu kanału La Manche i miała być przeznaczona do inwazji na Anglię.
Wobec fiaska planu lądowania i perspektywy wojny z Austrią Napoleon 29 sierpnia 1805 przemianował Armię Wybrzeży Oceanu na „Wielką Armię”. 12 października 1808, aby nazwa nie wskazywała na imperialne zamiary Cesarza, Bonaparte porzucił nazwę Wielka Armia, co miało wskazywać na brak zamiaru dalszych podbojów i nie powodowało niepokojów na dworze nowego sojusznika Francji, Aleksandra I, cara Rosji.
10 stycznia 1811 w liście do ministra administracji wojennej gen. Lacuée, Napoleon oświadczył, że przystępuje od dnia 15 lutego tego do organizacji nowej „Wielkiej Armii”. Proces jej organizacji został zakończony w 1812. Działała ona aż do momentu pierwszej abdykacji Napoleona 2 kwietnia 1814. Była armią wielonarodowościową, a w jej skład weszli oprócz Francuzów żołnierze państw wcielonych do Francji lub pozostających w sojuszu z Cesarstwem Francuskim m.in. Bawarczycy, Wirtemberczycy, Westfalczycy, Polacy, Szwajcarzy, Holendrzy.
W trakcie Stu Dni Napoleon nie używał terminu Wielka Armia, nie chcąc sugerować, że zamierza podejmować jakiekolwiek agresywne działania przeciwko innym państwom, a także chcąc podwyższyć morale Francuzów, sięgając po nazwy armii z czasów rewolucji.

## Organizacja Wielkiej Armii

### Podział taktyczny
Bonaparte przyjął w Wielkiej Armii znany z czasów I Republiki podział wojsk na dywizje (3–4 pułki, artyleria dywizyjna). Grupował je w korpusy (2–3, czasami więcej dywizji piechoty, 1–2 brygady kawalerii lekkiej do celów rozpoznawczych i ubezpieczających). Korpusy były w pełni samodzielne (m.in. posiadały własny sztab), co pozwalało działać bez pomocy z zewnątrz. Sformowano także korpusy kawalerii rezerwowej (głównie jazda ciężka i liniowa), które – w zamiarach cesarza – miały prowadzić decydujące natarcia i zapewnić zwycięstwo Wielkiej Armii. Głównym odwodem Napoleona od początku do końca I Cesarstwa była Gwardia, od 1808 podzielona na Starą (weterani) i Młodą (rekruci wcieleni w szeregi Gwardii); w 1812 wydzielono także Średnią Gwardię (tego rodzaju Gwardię użyto tylko w kampanii rosyjskiej).

### Rodzaje broni

#### Piechota

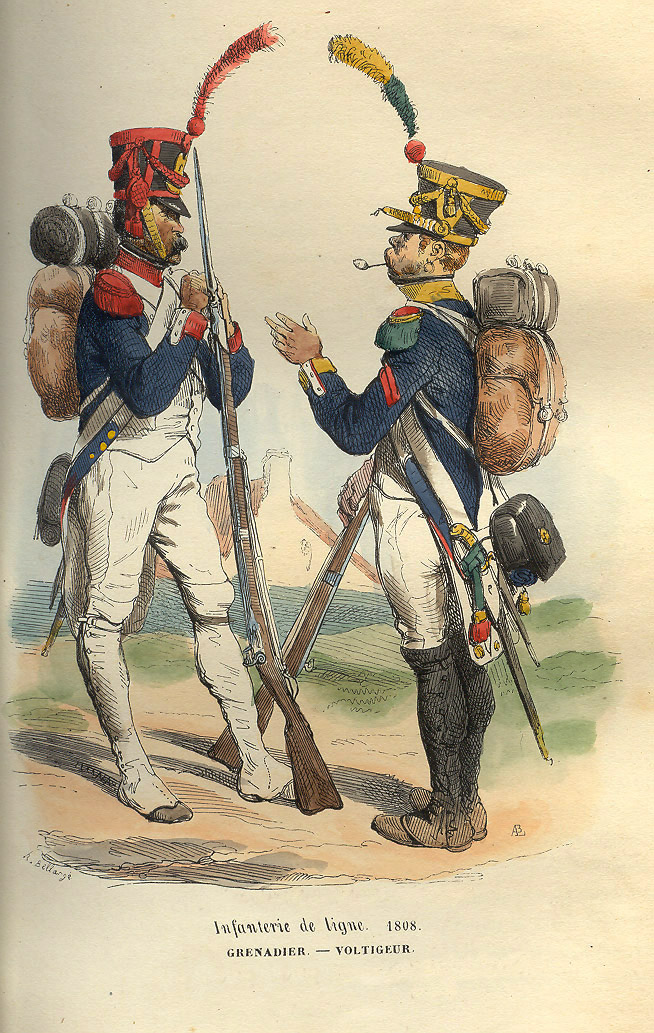
Grenadier (z lewej) i woltyżer, 1808

W czasach napoleońskich piechota dzieliła się na liniową i lekką, lecz różnice tych rodzajów broni były czysto iluzoryczne (często widoczne tylko w umundurowaniu). W obu tych rodzajach broni występowały kompanie wyborowe (w piechocie liniowej – grenadierzy, a lekkiej – karabinierzy). Dodatkowo w czasach Konsulatu utworzono kompanie woltyżerskie do celów rozpoznawczych i nękających. Każdy pułk piechoty składał się z trzech bądź (rzadziej) czterech batalionów liniowych oraz batalionu szkolnego tzw. zakładu (franc. dépot). Każdy batalion liniowy składał się z dziewięciu kompanii w tym dwóch wyborczych (tj. grenadierskiej i woltyżerskiej) oraz siedmiu fizylierskich. Od 1808 batalion składał się z sześciu kompanii (w tym grenadierska i woltyżerska). Według etatu pułk liczył 3970 żołnierzy (w tym 108 oficerów). W 1812, w momencie szczytowej potęgi militarnej I Cesarstwa piechota liniowa liczyła 130 pułków, natomiast lekka 34. Do tego jeszcze istniały 2 pułki śródziemnomorskie, pułk Walcheren, pułk de Belle Isle, pułk Rè oraz oddziały złożone z innych narodów na francuskim żołdzie np. pułki szwajcarskie, Legia Nadwiślańska, pułki kroackie (rekrutujące się z Chorwatów) czy Legion Irlandzki.
W wielu nominalnie francuskich pułkach piechoty służyli także Belgowie, Niemcy, Włosi, Holendrzy, Szwajcarzy, Hiszpanie pochodzący z obszarów anektowanych przez Francję.
Wiosną 1813 w związku z klęską w Rosji wcielono do szeregów wielu młodych rekrutów niemających często przepisowego wieku. Na cześć cesarzowej żołnierzy tych nazwano Marie-Louises. W tym pojawiła się też seria pułków liniowych o numerach 134–156 formowana z Gwardii Narodowej. Oddziały te odznaczyły się w czasie kampanii 1814.
Po bitwie lipskiej w związku z przejściem oddziałów saskich na stronę koalicji dekretem z 25 listopada 1813 rozbrojono wszystkie oddziały liniowe złożone z żołnierzy pochodzących z narodów walczących z Francją. Przekształcono je w jednostki pionierów.

#### Kawaleria

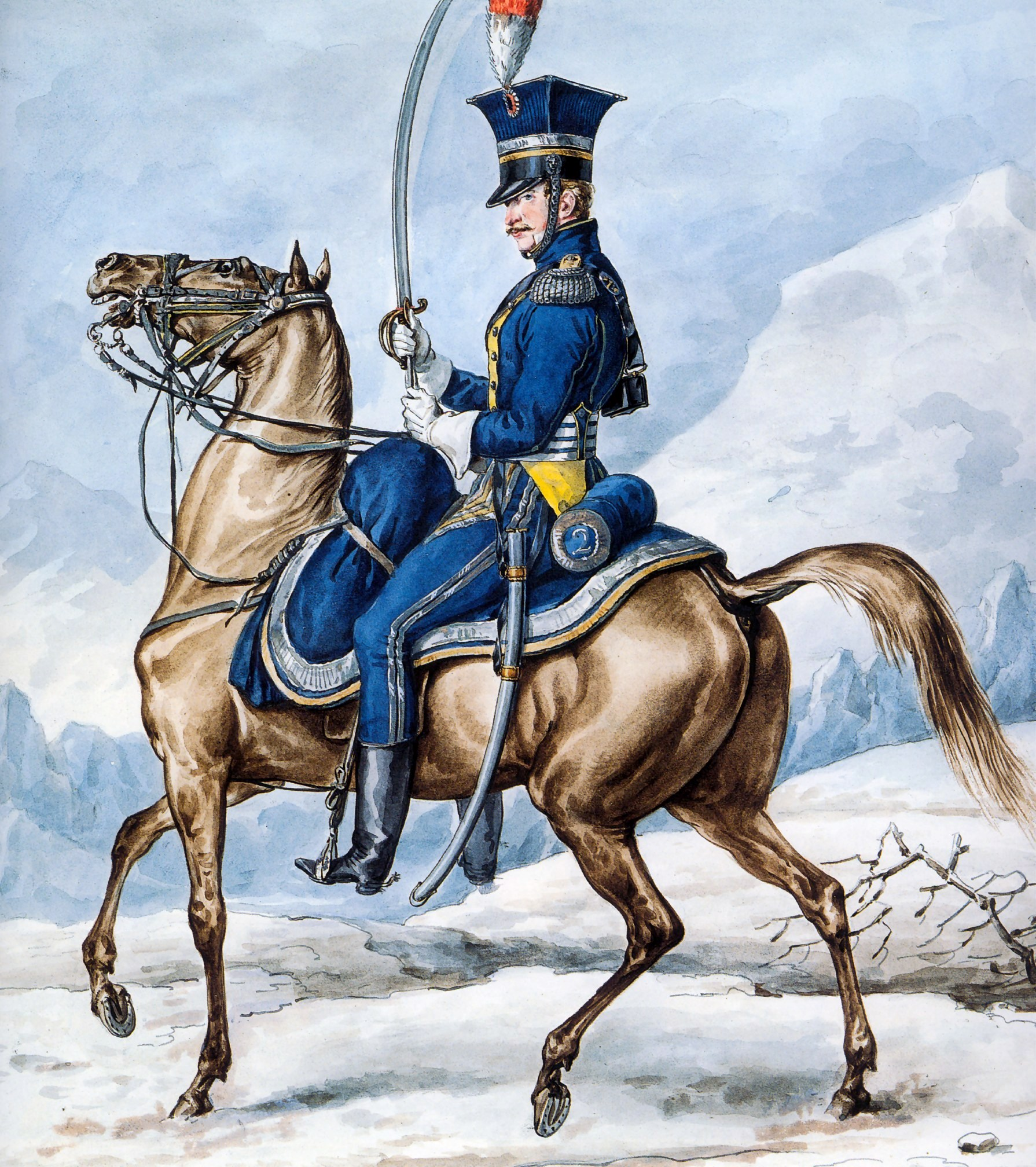
8 Regiment polskich szwoleżerów-lansjerów

W czasach wojen napoleońskich kawaleria dzieliła się na ciężką, liniową i lekką. Podział ten wynikał z zadań wyznaczonych każdemu z tych rodzajów. Kawaleria ciężka, na którą składały się pułki kirasjerskie (w 1810 – 14) i karabinierskie (2 pułki) wykorzystywana była do rozstrzygających wynik bitew szarż.
Kawaleria liniowa składała się z:
- Dragonów (w 1803 – 30, od 1811 – 24 pułków) – byli czasami wykorzystywani w zastępstwie kirasjerów, używani także do walki z partyzantką w Hiszpanii, gdzie dragonii okazali się bezcenni i dowódcy napoleońscy chcieli mieć jak najwięcej oddziałów dragońskich przy sobie.
- Szwoleżerów-lansjerów (w armii francuskiej od 1811 w liczbie 9 pułków – w tym 2 pułki złożone z Polaków) – mieszani nieraz z ciężką jazdą, często decydowali o zwycięstwie. Ich prekursorami w armii francuskiej były polskie formacje ułanów.

Kawaleria lekka – używana do celów rozpoznawczych, osłonowych, nękających i pościgu, a nieraz odznaczająca się w walce z wrogiem (np. zagarnięcie floty holenderskiej w Texel, czy zmuszenie do kapitulacji pruskiego garnizonu w Szczecinie. Na tego typu jazdę składały się pułki:
- Szaserów (strzelców konnych, w 1811 – 30 pułków)
- Huzarów (w 1813 – 13 pułków)
- Eklererów (od 1814 w liczbie 3 pułków)
- Gwardii Honorowej (od 1814 w liczbie 4 pułków)
- Dromaderzy (występowali tylko w czasie wyprawy do Egiptu w liczbie kilku oddziałów).

Były też jednostki kawalerii formowane wyłącznie z żołnierzy innych narodów np.:
- szwadron mameluków w Gwardii
- polscy i holenderscy szwoleżerowie-lansjerzy Gwardii
- oddział Tatarów (po kampanii rosyjskiej wcieleni do 1 polskiego pułku szwoleżerów-lansjerów Gwardii)

#### Artyleria
Napoleon, jako że sam był artylerzystą, twierdził, iż wojnę wygrywa się artylerią, dlatego szczególnie dbał o ten rodzaj broni. Wyodrębnił ją i zorganizował w oddzielny cesarski korpus artylerii, na który składała się artyleria piesza i konna (wprowadzona w 1791). Za czasów Napoleona używano dział polowych (4-, 6-, 8-, 12-funtowych i haubic) oraz moździerzy (6-calowych) systemu stworzonego przez Jeana Gribeauvala, wprowadzonego jeszcze za czasów Starego Porządku. Organizacyjnie w 1803 artyleria liczyła 8 pułków artylerii pieszej i 6 pułków artylerii konnej. W tym samym utworzono 8 batalionów pociągu artylerii. Rok później sformowano 100 kompanii kanonierów obrony wybrzeża, w których służyli weterani, oraz kompanie kanonierów stacjonarnych (fr. sedentaires). Każdy pułk artylerii pieszej składał się z 22 kompanii bojowych. W 1809 dodano kompanię zakładową, a w 1814 liczbę kompanii bojowych zwiększono do 28.
| Rodzaj działa     | Kaliber | Długość lufy | Masa lufy   | Masa lawety | Zasięg w metrach                           | Działon  | Szybkostrzelność |
| ----------------- | ------- | ------------ | ----------- | ----------- | ------------------------------------------ | -------- | ---------------- |
| Armata 12-funtowa | 121 mm  | ok. 2,25 m   | ok. 1000 kg | ok. 1030 kg | kula 900 m kula maks. 1800 m kartacz 600 m | 15 ludzi | 1 strzał/min.    |
| Armata 8-funtowa  | 100 mm  | ok. 1,97 m   | ok. 620 kg  | ok. 900 kg  | kula 800 m kula maks. 1500 m kartacz 475 m | 13 ludzi | 2 strzały/min.   |
| Armata 6-funtowa  | 90 mm   | ok. 1,75 m   | ok. 420 kg  | ok. 800 kg  | kula 750 m kula maks. 1250 m kartacz 430 m | 10 ludzi | 2–3 strzały/min. |
| Armata 4-funtowa  | 84 mm   | ok. 1,57 m   | ok. 310 kg  | ok. 720 kg  | kula 700 m kula maks. 1200 m kartacz 400 m | 8 ludzi  | 3 strzały/min.   |
| Haubica           | 166 mm  | ok. 0,7 m    | ok. 340 kg  | ok. 900 kg  | szrapnel 700–1200 m kartacz 240 m          | 13 ludzi | 1 strzał/min.    |

## Działania zbrojne

### Wojna 1805

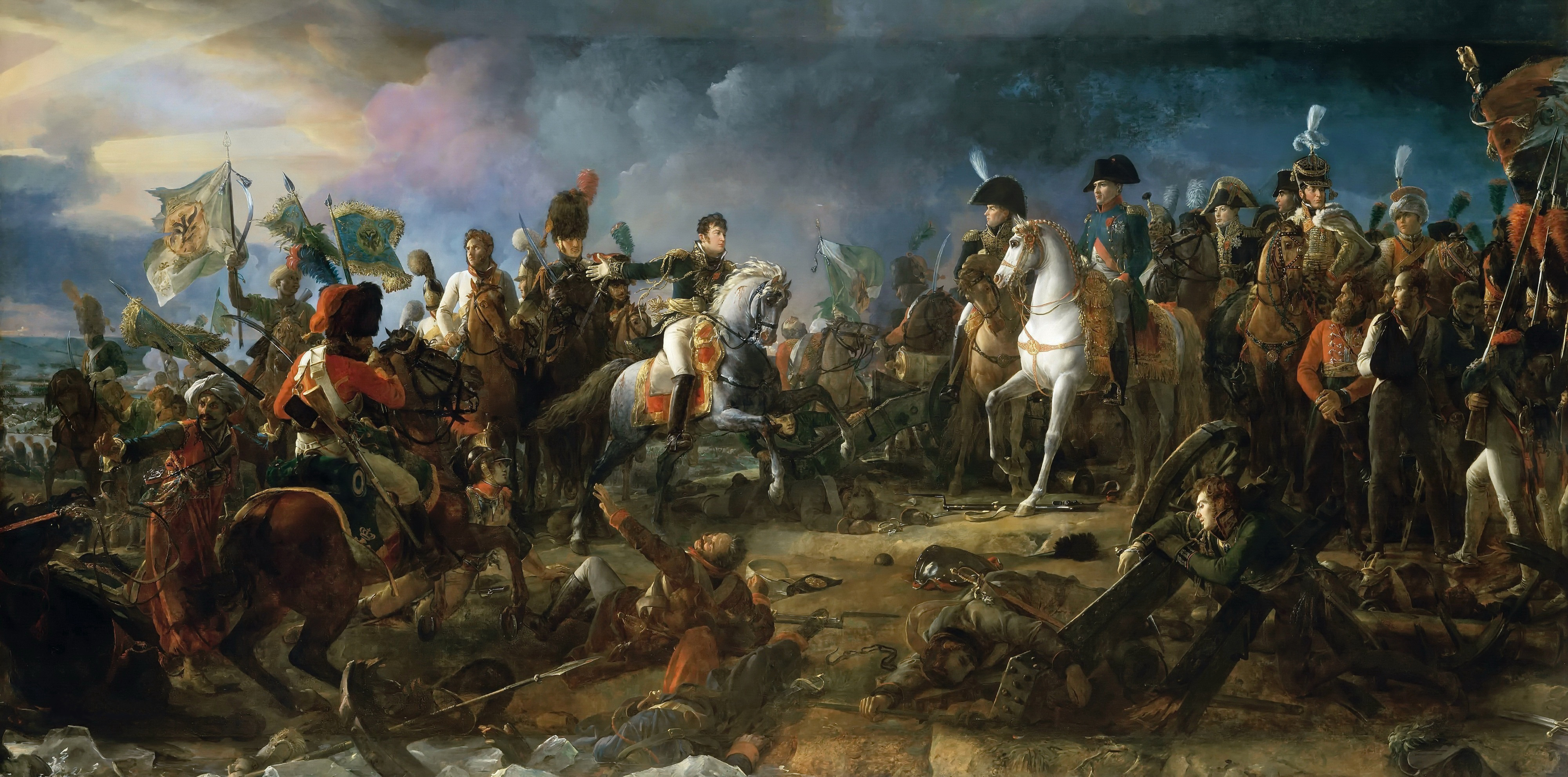
Bitwa pod Austerlitz, 1805

Pierwszym sprawdzianem bojowym Wielkiej Armii Napoleona była kampania 1805, w której Francuzi zmierzyli się z armiami austriacką cesarza Franciszka II oraz rosyjską cara Aleksandra I. Wojska francuskie szybko nacierały przez Bawarię, zmusiły do kapitulacji dużą część austriackiej armii generała Macka (bitwa pod Ulm) oraz dotarły aż do Moraw. W decydującym starciu – pod Austerlitz – Napoleon pokonał przeciwników i zmusił ich do podpisania traktatu pokojowego we Preszburgu (dzisiaj Bratysława) 26 grudnia 1805.

### Kampania 1806/1807

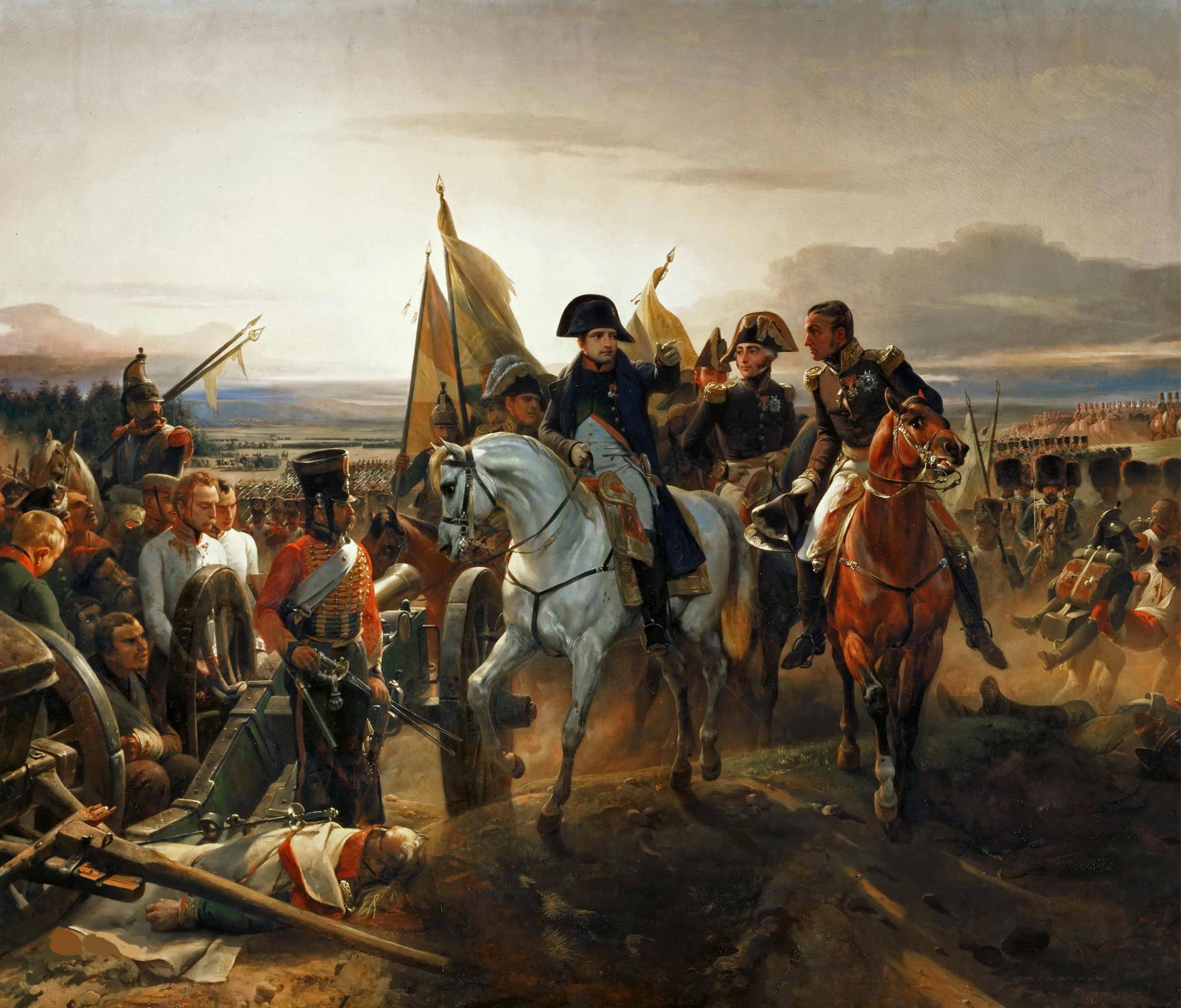
Napoleon na polu bitwy pod Frydlandem

Po zwycięstwie nad Austrią rozpadło się Święte Cesarstwo Rzymskie. Zastąpił je Związek Reński utworzony pod egidą Francji (Napoleon I został protektorem tegoż związku). Zmiany te, a także korony dla władców Bawarii i Wirtembergii oraz tytuł wielkiego księcia dla władcy Badenii (którym został jeden z marszałków Napoleona – Joachim Murat) źle przyjęto na berlińskim dworze opanowanym przez stronnictwo wojenne pod przywództwem królowej Luizy. Król Prus Fryderyk Wilhelm III ośmielony obietnicą rosyjskiej pomocy wysłał 1 X 1806 ultimatum do Napoleona, w którym domagał się wycofania Francuzów z Niemiec i zwrotu ziem odebranych niegdyś Prusom. W odpowiedzi Bonaparte skoncentrował armię i zaatakował Prusy przez Las Turyński. W tym czasie powstała IV koalicja antyfrancuska złożona z Prus, Rosji, Anglii, Szwecji i Saksonii. Po zwycięstwie Napoleona pod Jeną i marszałka Davouta pod Auerstaedt armia pruska znalazła się w rozsypce, a Francuzi weszli do Berlina i ruszyli dalej, na ziemie polskie.
Król uciekł do Prus Wschodnich, gdzie z pomocą przybyła mu armia rosyjska. Podjęła ona w lutym ofensywę powstrzymaną przez Francuzów w krwawej bitwie pod Pruską Iławą. Ostatecznie Wielka Armia pobiła Rosjan i Prusaków 4 czerwca 1807 w bitwie pod Frydlandem. Tym samym cesarz Francuzów zmusił cara Aleksandra I i króla Fryderyka Wilhelma III do podpisania pokoju w Tylży w lipcu 1807.

### Wyprawa moskiewska (1812)
Rosyjska 1 i 2 armia szybko wycofały się z Litwy i Białorusi daleko w głąb carskiego Imperium i długo uchylały się od walnego starcia. Połączyły się dopiero pod Smoleńskiem, gdzie doszło do pierwszej większej bitwy z Napoleonem. W międzyczasie Wielka Armia utraciła wielu ludzi w mniejszych starciach i potyczkach, było też sporo maruderów, oderwańców, a nawet dezerterów. Potem Wielka Armia stoczyła jeszcze wielką, krwawą, lecz nierozstrzygniętą bitwę pod Borodino. Napoleon zrealizował swój zamiar zajęcia Moskwy, jednak ludność kryła się w głębi kraju, a swoje miasta, wsie i osiedla zostawiała opustoszałe lub zniszczone.

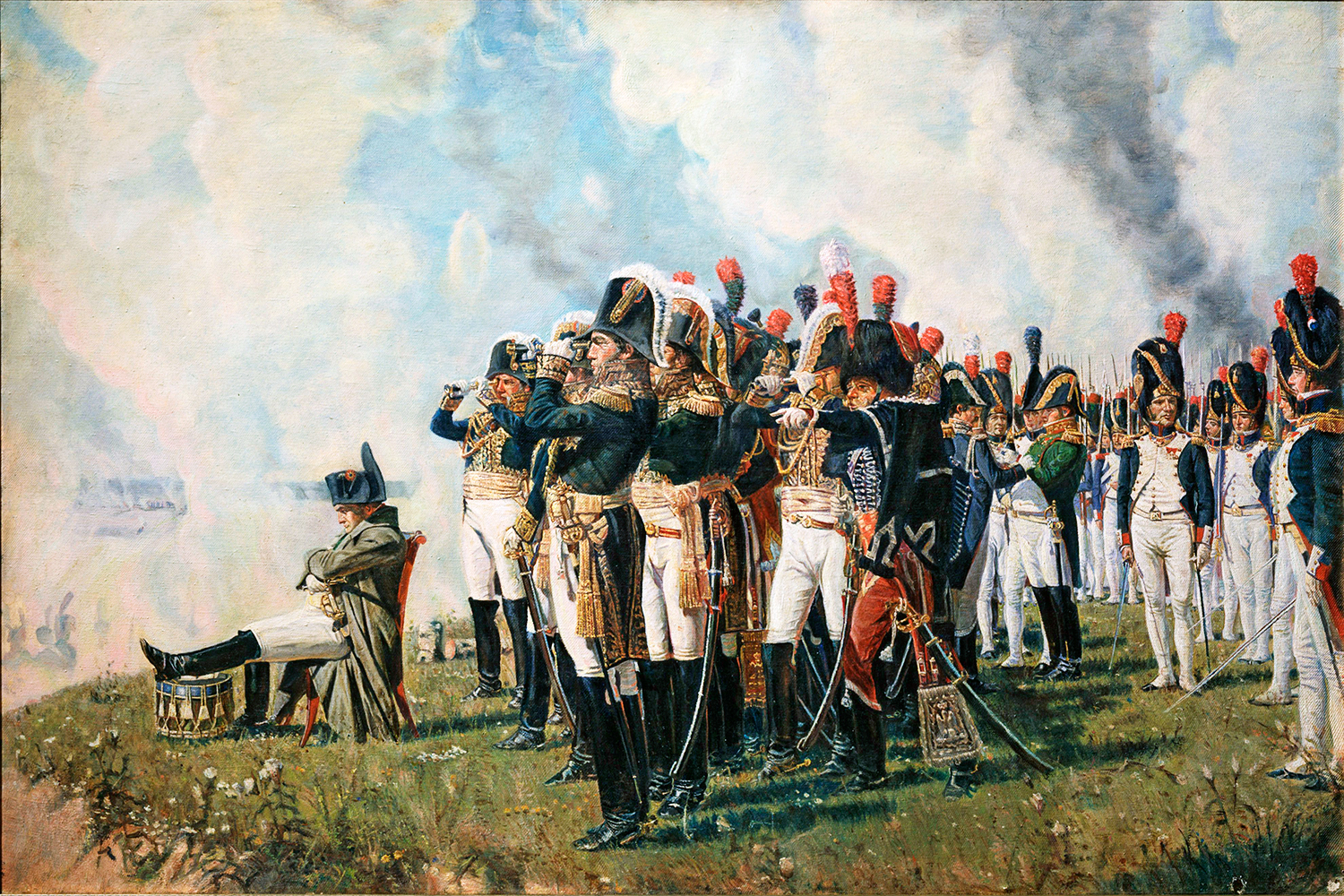
Napoleon pod Borodino

Wielka Armia musiała rozpocząć odwrót, zbliżała się zima, a żołnierze nie mieli solidnych mundurów, obuwie było popękane po długich marszach, kończyła się amunicja, podupadła dyscyplina, w napoleońskie szeregi wdarło się rozprzężenie i zamęt. Często atakowali je rosyjscy Kozacy i partyzanci, a rosyjska armia niszczyła mniejsze oddziały, czyniąc niemałe straty. W czasie odwrotu żołnierze padali z wycieńczenia i chłodu, Wielka Armia kruszyła się, ilość dezercji wzrosła. Na wielu odcinkach Rosjanie przeszli do ofensywy i zamierzali okrążyć wycofujących się Francuzów. Podczas przeprawy przez Berezynę Napoleon musiał stoczyć bitwę, która przysporzyła mu kolejnych strat. Zdziesiątkowane wojsko wycofywało się przez Księstwo Warszawskie i Prusy za Łabę.

### Kampania niemiecka (1813)

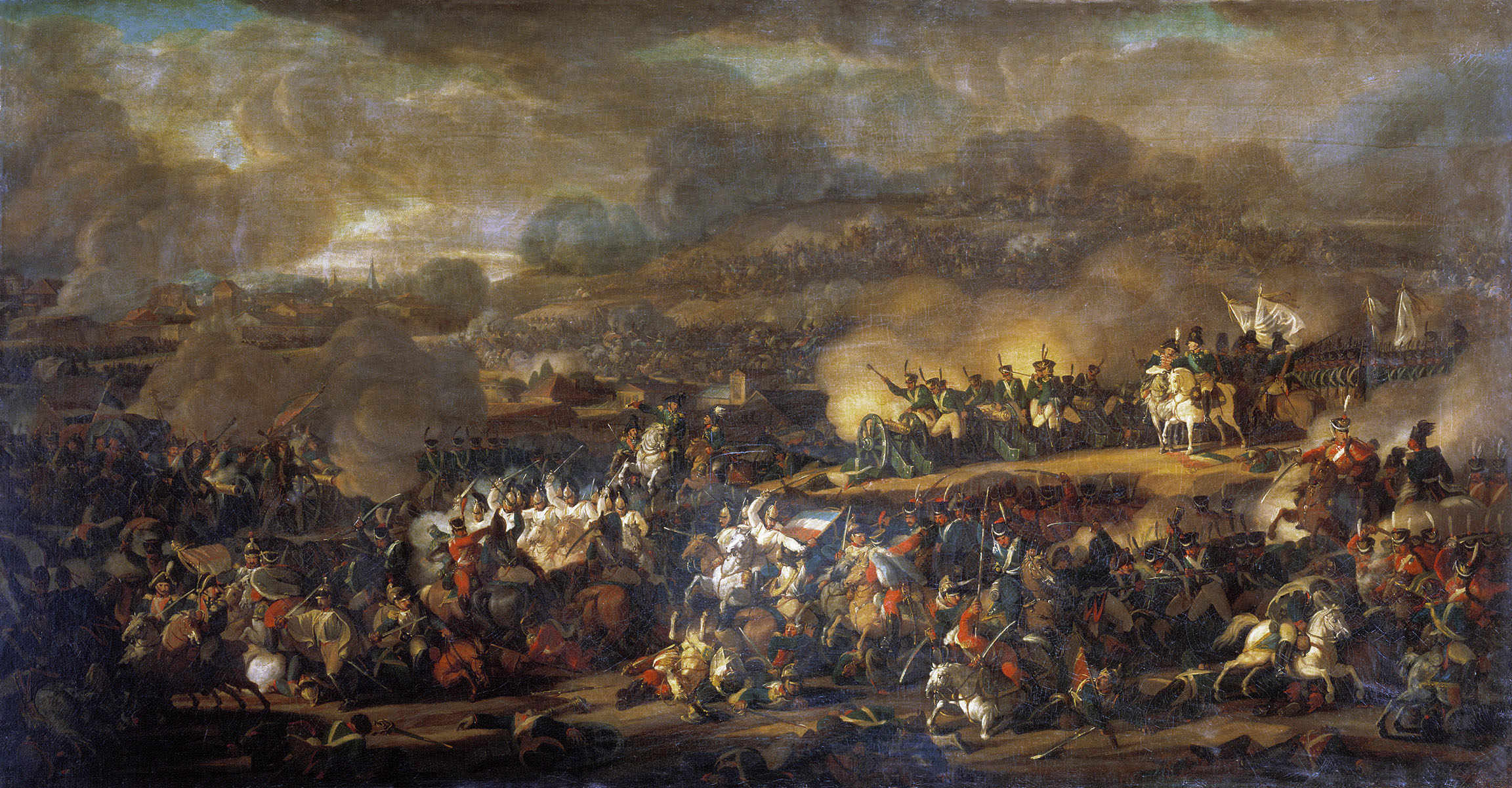
Bitwa pod Lipskiem

W czasie marszu przez Prusy Wielka Armia została zaatakowana przez wojska koalicji pod Lipskiem i tam właśnie rozegrała się tzw. Bitwa Narodów. W tym starciu V korpus polski pod dowództwem księcia Józefa Poniatowskiego osłaniał przeprawę przez rzekę Elsterę, a dowódca polski, jako jedyny obcokrajowiec, został na polu bitwy mianowany francuskim marszałkiem. Dzięki waleczności polskich żołnierzy udało się uratować większą część armii, jednak straty były ogromne. Książę Józef Poniatowski zginął w nurtach rzeki.
Gdy część wojsk Napoleona przeprawiło się przez Elsterę, a Polacy pozostawali na drugim brzegu, Francuscy saperzy przedwcześnie wysadzili most. Car rosyjski Aleksander I Romanow zaproponował korpusowi polskiemu poddanie się i swobodny powrót do kraju, jednak wielu Polaków pozostało z Napoleonem i walczyło honorowo do końca. Po bitwie pod Lipskiem (16–18 X 1813) zdziesiątkowana Wielka Armia była zmuszona do odwrotu do Francji, przy czym przyszło jej zbrojnie torować sobie drogę, m.in. pokonać armię bawarską (bitwa pod Hanau).

### Kampania francuska (1814)

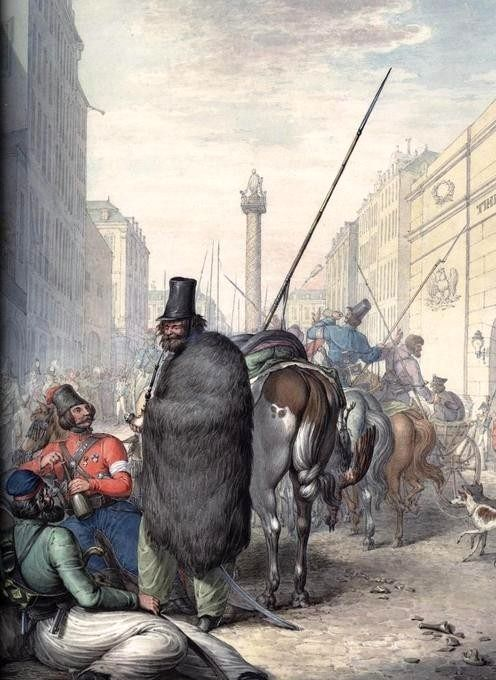
Kozacy rosyjscy na ulicach Paryża w 1814

Po odwrocie do Francji z 170 tys. żołnierzy cesarzowi pozostało 70 tysięcy. Napoleon nie mógł zapobiec inwazji na Francję.

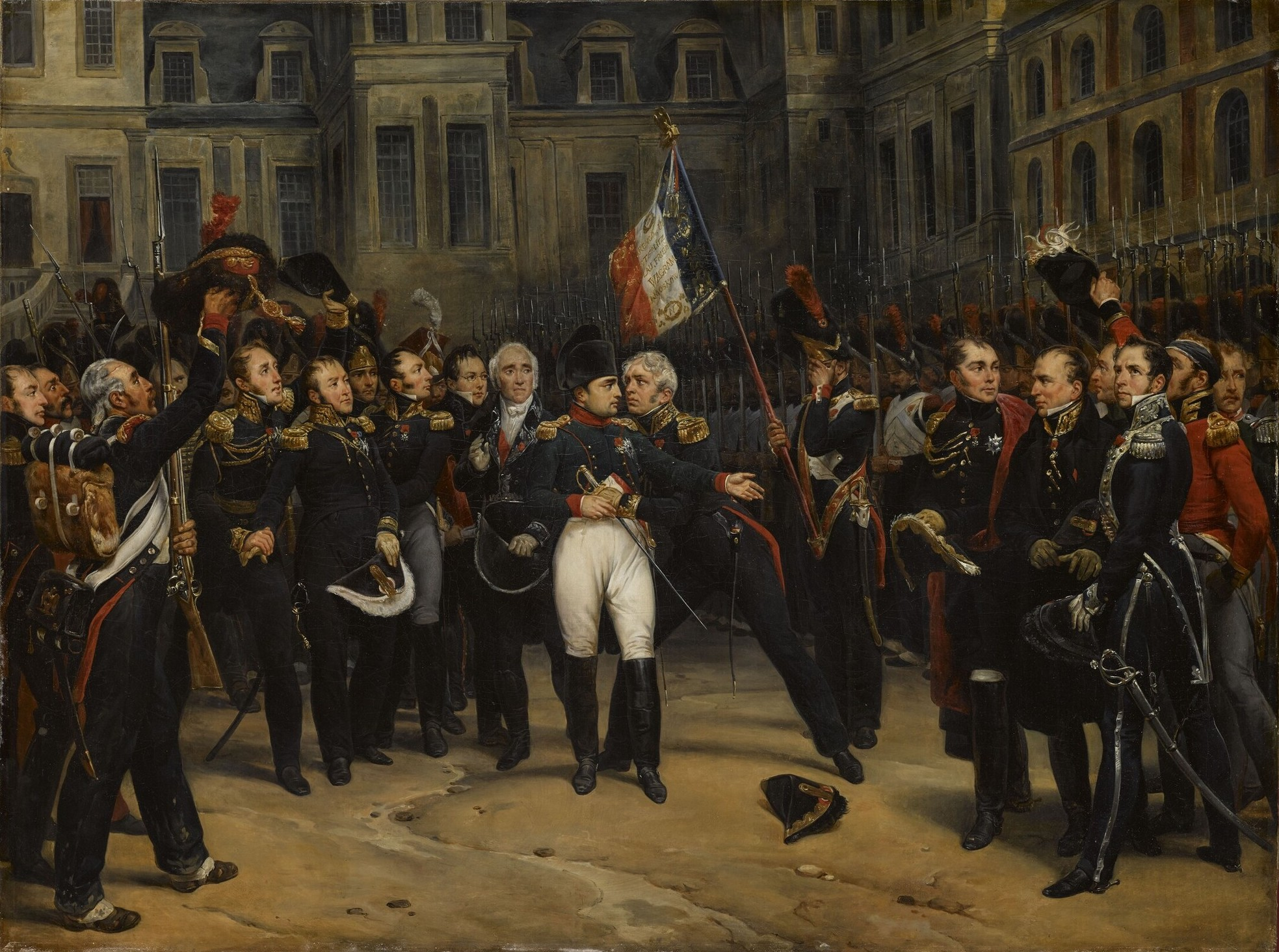
Pożegnanie Napoleona ze Stara Gwardią

1 stycznia 1814 wojska VI koalicji (złożone z prusko-rosyjskiej Armii Śląskiej i austriacko-niemiecko-rosyjskiej Armii Czeskiej) przekroczyły Ren i rozpoczęły koncentryczny marsz na Paryż. Mimo wielu wygranych bitew (kampanię 1814 wielu historyków porównuje do I kampanii włoskiej z lat 1796–1797) – m.in. pod Brienne, pod Montmirail czy pod Montereau wobec zajęcia Paryża przez wojska koalicji (31 marca 1814) i zdrady części wojsk (korpus marsz. Marmonta), Napoleon został zmuszony do abdykacji 10 kwietnia 1814.

## Ordre de Bataille Wielkiej Armii w kampaniach 1805–1814

### Skład Wielkiej Armii w kampanii 1805
- Naczelny Wódz – Napoleon I, cesarz Francuzów, król Włoch
- szef sztabu – marsz. Louis-Alexandre Berthier

I Korpus
- dowódca – marsz. Jean Baptiste Bernadotte
- szef sztabu – gen. W. Berthier
- dowódca artylerii – gen. Jean Baptiste Éblé
  - 1 Dywizja Piechoty – gen. dyw. Jean-Baptiste Drouet d’Erlon
  - 2 Dywizja Piechoty – gen. dyw. Rivaud
  - Dywizja Lekkiej Jazdy – gen. dyw. Kellermann

II Korpus
- dowódca – gen. dyw. Auguste Marmont
- szef sztabu – gen. Vignolle
- dowódca artylerii – gem. Tirlet
  - 1 Dywizja Piechoty – gen. dyw. Boudet
  - 2 Dywizja Piechoty – gen. dyw. Emmanuel de Grouchy
  - 3 Dywizja Piechoty – gen. dyw. Dumonceau
  - Dywizja Lekkiej Jazdy – gen. dyw. Lacoste-Duviver:

III Korpus
- dowódca – marsz. Louis Nicolas Davout
- szef sztabu – gen. Joseph Augustin Daultane
- dowódca artylerii – gen. Sorbier
  - 1 Dywizja Piechoty – gen. dyw. Bisson (następnie gen. dyw. Cafarelli)
  - 2 Dywizja Piechoty – gen. dyw. Louis Friant
  - 3 Dywizja Piechoty – gen. dyw. Charles Étienne Gudin de la Sablonnière
  - Dywizja Lekkiej Jazdy – gen. dyw.Viallanes

IV Korpus
- dowódca – marsz. Nicolas Jean de Dieu Soult
- szef sztabu – gen. Saligny
- dowódca artylerii – gen. Lariboisiere
  - 1 Dywizja Piechoty – gen. dyw. Saint-Hillaire
  - 2 Dywizja Piechoty – gen. dyw. Vandamme
  - 3 Dywizja Piechoty – gen. dyw. Legrand
  - Dywizja Lekkiej Jazdy – gen.dyw. Margeron

V Korpus
- dowódca – marsz. Jean Lannes
- szef sztabu – gen. Compans
- dowódca artylerii – gen. Foucher de Careil
  - 1 Dywizja Grenadierów – gen. dyw. Nicolas Oudinot
  - 2 Dywizja Piechoty – gen. dyw. Gazan
  - 3 Dywizja Piechoty – gen. dyw. Suchet
  - Dywizja Lekkiej Jazdy – gen. dyw. Treilhard

VI Korpus
- dowódca – marsz. Michel Ney
- szef sztabu – gen.bryg. Dutaillis
- dowódca artylerii – gen. bryg. Seroux
  - 1 Dywizja Piechoty – gen. dyw. Dupont
  - 2 Dywizja Piechoty – gen.dyw. Loison
  - 3 Dywizja Piechoty – gen. dyw. Mahler (następnie G.Gardanne)
  - Dywizja Lekkiej Jazdy – gen.dyw. Tilly

VII Korpus
- dowódca – marsz. Pierre Augereau
- szef sztabu – gen. Donzelot
- dowódca artylerii – gen. Dorsner
  - 1 Dywizja Piechoty – gen.dyw. Desjardines
  - 2 Dywizja Piechoty – gen.dyw. Mathieu
  - Brygada Lekkiej Jazdy – gen. Durosnel

VIII Korpus (utworzony w trakcie kampanii)
- dowódca – marsz. Édouard Mortier
- szef sztabu: gen. bryg. Godinot
  - 1 Dywizja Piechoty – gen. dyw. Dumonceau (z II Korpusu),
  - 2 Dywizja Piechoty – gen. dyw. Dupont (z VI Korpusu),
  - 3 Dywizja Piechoty – gen. dyw. Gazan (z V Korpusu)
  - Dywizja Dragonów – gen. dyw. Klein (z Kawalerii Rezerwowej)

Kawaleria rezerwowa Wielkiej Armii
- dowódca – marsz. Joachim Murat
- szef sztabu – gen. Belliard
- dowódca artylerii – gen. Hanique
  - 1 Dywizja Ciężkiej Jazdy (karabinierów i kirasjerów) – gen. dyw. Nansouty
  - 2 Dywizja Ciężkiej Jazdy (kirasjerów) – gen. dyw. d’Hautpoul
  - 1 Dywizja Dragonów – gen. dyw. Klein
  - 2 Dywizja Dragonów – gen. dyw. Walther
  - 3 Dywizja Dragonów – gen. dyw. Beaumont
  - 4 Dywizja Dragonów – gen. dyw. Bourcier
  - Dywizja Dragonów Pieszych – gen. dyw. d’Hillers

Gwardia Cesarska
- dowódca – marsz. Jean-Baptiste Bessières
- szef sztabu – gen. Rosussel
- dowódca artylerii – płk Couin
  - Pułk grenadierów pieszych gwardii – gen. Hulin
  - Pułk strzelców pieszych gwardii – gen. Soules
  - Pułk grenadierów konnych gwardii – gen. Ordener
  - Pułk strzelców konnych gwardii – gen. Morland

Razem: 145 tys. piechoty, 38 tys. kawalerii i 340 dział.

### Skład Wielkiej Armii w bitwie pod Jeną i Auerstadt (14 X 1806)
- Naczelny Wódz – Napoleon I – cesarz Francuzów, król Włoch, protektor Związku Reńskiego

szef sztabu: marsz. Louis-Alexandre Berthier, ks. Neufchatel
Pod Jeną:
- Dywizja Gwardii Pieszej – marsz. Francois Lefebvre
  - 1 Brygada – gen. bryg. Soules
    - 1 pułk strzelców pieszych gwardii
    - 2 pułk strzelców pieszych gwardii
    - 1 pułk dragonów pieszych

  - 2 Brygada – gen. bryg. Hulin
    - 1 pułk grenadierów gwardii
    - 2 pułk grenadierów gwardii
    - 2 pułk dragonów pieszych

IV Korpus – marsz. Nicolas Jean de Dieu Soult
- 1 Dywizja Piechoty – gen. dyw. Saint-Hilaire
- 2 Dywizja Piechoty – gen. dyw. Leval
- 3 Dywizja Piechoty – gen. dyw. Legrand
- Dywizja Kawalerii Lekkiej – gen. dyw. Guyot:

V Korpus – marsz. Jean Lannes
- 1 Dywizja Piechoty – gen. dyw. Suchet
- 2 Dywizja Piechoty – gen. dyw. Gazan
- Dywizja Kawalerii Lekkiej – gen. dyw. Treillard

VI Korpus – marsz. Michel Ney, książę Elchingen
- 1 Dywizja Piechoty – gen. dyw. Marchand
- 2 Dywizja Piechoty – gen. dyw. Gardanne
- Brygada Kawalerii Lekkiej – gen. bryg. Chabanais

VII Korpus – marsz. Pierre Augereau
- 1 Dywizja Piechoty – gen. dyw. Desjardin
- 2 Dywizja Piechoty – gen. dyw. Heudelet
- Brygada Kawalerii Lekkiej – gen. bryg. Durosnel

Kawaleria Rezerwowa – marsz. Joachim Murat, wielki książę Bergu i Kliwii
- 1 Dywizja Dragonów – gen. dyw. Klein
- 2 Dywizja Kirasjerów – gen. dyw. d’Hautpoul

Pod Auerstadt:
III Korpus
- dowódca – marsz. Louis Nicolas Davout
- szef sztabu – gen. bryg. Daultane
- dowódca artylerii – gen. bryg. Hanicque
- dowódca saperów – płk Touzard
  - 1 Dywizja Piechoty – gen. dyw. Charles Morand
  - 2 Dywizja Piechoty – gen. dyw. Louis Friant
  - 3 Dywizja Piechoty – gen. dyw. Charles Étienne Gudin de la Sablonnière
  - Brygada Kawalerii Lekkiej – gen. bryg. Vialannes

### Skład Wielkiej Armii 22 czerwca 1812

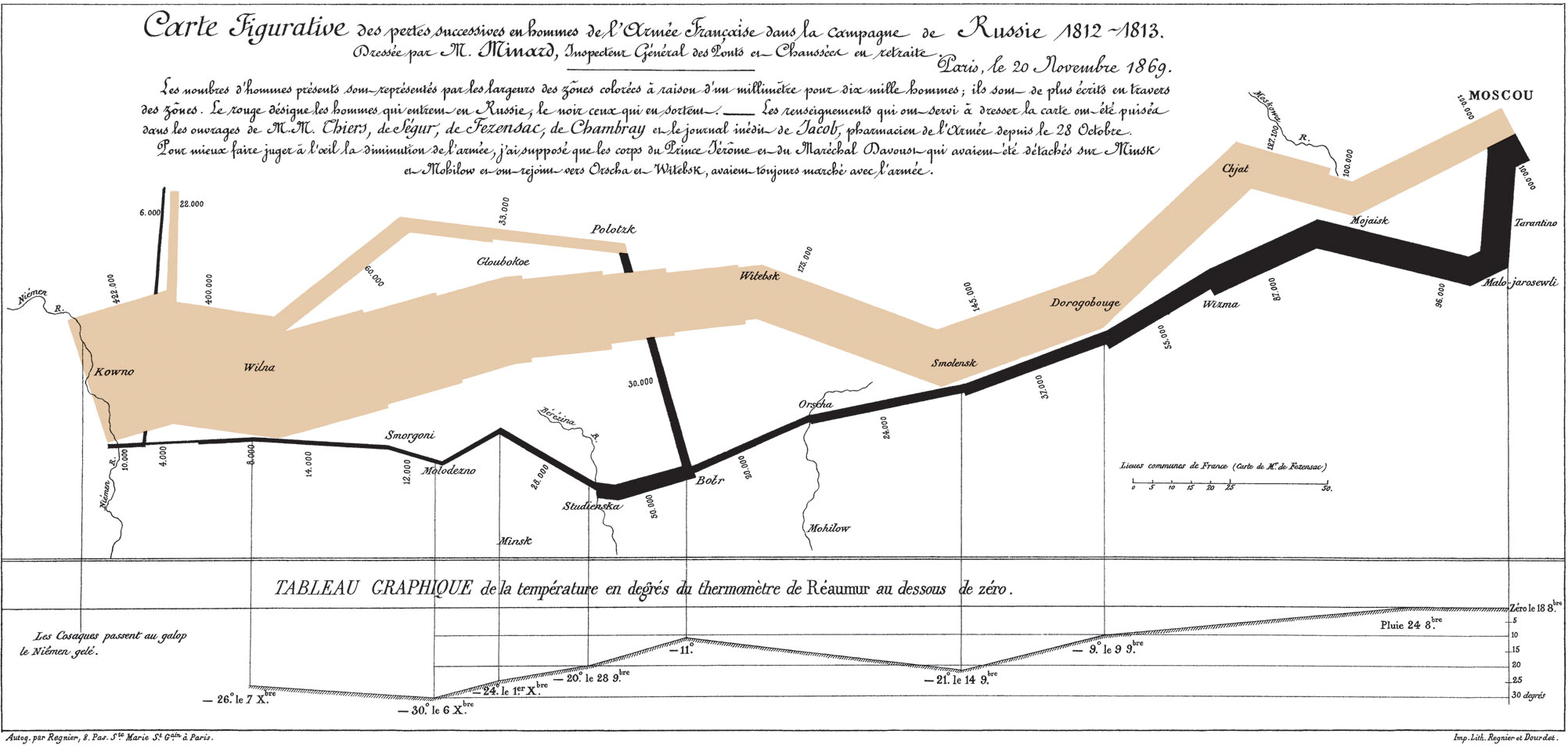
Ten sławny wykres Minarda pokazuje jak topniała Wielka Armia.

- Grupa Hieronima Bonapartego (potem marsz. Davouta) – prawe skrzydło:
  - V Korpus (polski) – dowódca generał dywizji Józef Poniatowski (36 000 ludzi i 70 armat):
  - VII Korpus (saski) – dowódca generał Jean Louis Reynier – 18 000 ludzi i 56 armat
  - VIII Korpus (wirtemberski) – dowódca Hieronim Bonaparte, król Westfalii (potem generał Jean Andoche Junot) – 19 000 ludzi i 34 armaty
  - IV Korpus Kawalerii – 8000 ludzi i 24 armaty
- Grupa Eugeniusza de Beauharnais – centrum:
  - IV Korpus – dowódca generał Eugeniusz de Beauharnais, wicekról Włoch – 46 000 ludzi i 116 armat
  - VI Korpus (bawarski) – dowódca generał Laurent Gouvion Saint-Cyr – 27 000 ludzi i 58 armat
  - III Korpus Kawalerii – 10 000 ludzi i 30 armat
- Grupa cesarza – lewe skrzydło:
  - I Korpus – dowódca marszałek Louis Davout – 72 000 ludzi i 150 armat
  - II Korpus – dowódca marszałek Nicolas Oudinot – 37 000 ludzi i 72 armaty
  - III Korpus – dowódca marszałek Michel Ney – 37 000 ludzi i 72 armaty
  - X Korpus – dowódca marszałek Alexandre Macdonald – 32 000 ludzi i 42 armaty
- Odwód Jazdy (I,II,III,IV Korpusy Kawalerii) – dowódca marszałek Joachim Murat – 41 000 ludzi i 114 armat:
  - I Korpus Kawalerii – 12 000 ludzi i 30 armat
  - II Korpus Kawalerii – 11 000 ludzi i 30 armat
- Gwardia Cesarska – 40 000 ludzi i 176 armat:
  - Stara Gwardia
  - Średnia Gwardia
  - Młoda Gwardia
  - Oddziały towarzyszące np. Legia Nadwiślańska, wielici Turynu i Florencji, Hiszpańscy Pionierzy, Portugalscy Szaserzy, Batalion Neuchatel, oddział wydzielony z 7 pułku Lansjerów (Polacy).
- Grupa Schwarzenberga:
  - Austriacki Korpus Pomocniczy – dowódca feldmarszałek Karl Schwarzenberg – 35 000 ludzi i 60 armat
- Dywizja nadbużańska gen. Kosińskiego.
- Odwód:
  - IX Korpus – dowódca marszałek Claude Victor – 42 000 ludzi i 42 armaty
  - XI Korpus – dowódca marszałek Pierre Augereau – 52 000 ludzi

W wyniku późniejszych zmian układ ten uległ zmienił się. We wrześniu Wielką Armię tworzyły korpusy I, III, IV, V i VIII, Gwardia oraz wszystkie korpusy kawalerii rezerwowej; marsz. Macdonald ze swym X korpusem stał po Rygą i Dyneburgiem, grupa Schwarzenderga – jego XII korpus i VII korpus Reyniera osłaniały Polesie przed rosyjską 3 Armią Zachodnią gen. Tormasowa; samodzielna dywizja Kosińskiego stojąc nad Bugiem, osłaniała granice Księstwa Warszawskiego; samodzielna 17 Dywizja Piechoty gen. dyw. Dąbrowskiego blokowała twierdzę Bobrujsk na Białorusi; II i VI korpus pod ogólną komendą marsz. St. Cyr znajdowały się nad Dźwiną pod Połockiem i strzegły szlaków zaopatrzeniowych, a korpusy IX i XI pozostały w odwodzie).
Polacy weszli w skład korpusów: I (9 pułk ułanów), II (8 pułk szwoleżerów-lansjerów), V (całość), IX (Dywizja Księstwa Warszawskiego – 4, 7, 9 pp, tj. 9 batalionów piechoty, 2 kompanie artylerii polskiej, kompania saperów), X (5,10,11, pp, tj. 12 batalionów piechoty, 2 kompanie artylerii polskiej, komp.saperów), I Kawalerii (pułki 6 i 8 ułanów), II Kawalerii (10 pułk huzarów), IV Kawalerii (4 Dywizja Lekka, tj. pułki: 2, 3, 7, 11, 15 i 16 ułanów, poza tym 14 pułk kirasjerów) oraz w Gwardii (1 pułk szwoleżerów-lansjerów i Legia Nadwiślańska).

### Skład Wielkiej Armii wbitwie lipskiej
- Wódz Naczelny: Napoleon I – cesarz Francuzów, król Włoch, protektor Związku Reńskiego
- szef sztabu: marszałek Louis-Alexandre Berthier, książę Wagram i Neuchâtel
- dowódca frontu północnego (lewe skrzydło) – marsz. Michel Ney, książę Moskwy, książę Elchingen
- dowódca frontu południowego (prawe skrzydło) – marsz. Joachim Murat, król Neapolu

Gwardia Cesarska
- Stara Gwardia
  - 1 Dywizja Piechoty Starej Gwardii – gen. dyw. hr. Friant (6255 ludzi, 16 dział)
  - 2 Dywizja Piechoty Starej Gwardii – gen. dyw. baron Curial (4664 ludzi, 16 dział)
- I Korpus Młodej Gwardii – marsz. Oudinot, książę de Reggio
  - 1 Dywizja Piechoty Młodej Gwardii – gen. dyw. Pachod (6044 ludzi, 24 działa)
  - 3 Dywizja Piechoty Młodej Gwardii – gen. dyw. Decouz (4731 ludzi, 24 działa)
- II Korpus Młodej Gwardii – marsz. Mortier, książę Trewizy
  - 2 Dywizja Piechoty Młodej Gwardii – gen. dyw. Barrois (5470 ludzi, 24 działa)
  - 4 Dywizja Piechoty Młodej Gwardii – gen. dyw. Roguet (23 działa)
- Artyleria rezerwowa Gwardii Cesarskiej – gen. dyw. Dulauloy (2750 ludzi, 50 dział)
- Saperzy Gwardii Cesarskiej (1161 ludzi)
- Kawaleria Gwardii – gen. dyw. hr. Nansouty
  - 1 Dywizja Kawalerii Gwardii – gen. dyw. hr. Ornano (1518 ludzi, 6 dział)
  - 2 Dywizja Kawalerii Gwardii – gen. dyw. Lefebvre-Desnouettes (1618 ludzi, 6 dział)
  - 3 Dywizja Kawalerii Gwardii – gen. dyw. hr. Walther (4457 ludzi, 12 dział)

Wojska liniowe:
- II Korpus – marsz. Victor, książę Belluno
  - 4 Dywizja Piechoty – gen. dyw. Dubreton (5618 ludzi, 16 dział)
  - 5 Dywizja Piechoty – gen. dyw. Dufour (4235 ludzi, 8 dział)
  - 6 Dywizja Piechoty – gen. dyw. Vial (6325 ludzi, 16 dział)
- III Korpus – gen. dyw. hr. Souham
  - 8 Dywizja Piechoty – gen. dyw. baron Brayer (5491 ludzi, 16 dział)
  - 9 Dywizja Piechoty – gen. dyw. Delmas (4800 ludzi, 13 dział)
  - 11 Dywizja Piechoty – gen. dyw. Ricard (5280 ludzi, 12 dział)
  - 23 Brygada Kawalerii Lekkiej – gen. bryg. baron Beurmann (1065 ludzi, 6 dział)
  - Brygada Kawalerii Ciężkiej – gen. bryg. Aksamitowski (1 brygada 4 Dywizji Kawalerii Ciężkiej) – 722 ludzi
  - Artyleria rezerwowa i park korpusu (3791 ludzi, 18 dział)
- IV Korpus – gen. dyw. hr. Bertrand
  - 12 Dywizja Piechoty – gen. dyw. hr. Morand (5705 ludzi, 12 dział)
  - 15 Dywizja Piechoty (włoska) – gen. dyw. hr. Fontanelli (1859 ludzi, 6 dział)
  - 38 Dywizja Piechoty (wirtemberska) – gen. dyw. hr. von Franquemont (1168 ludzi, 6 dział)
  - 29 Brygada Kawalerii Lekkiej – gen. bryg. von Wolff (221 ludzi)
  - Artyleria rezerwowa korpusu i park (871 ludzi, 8 dział)
- V Korpus – gen. dyw. hr. Lauriston
  - 10 Dywizja Piechoty – gen. dyw. Albert (3721 ludzi, 10 dział)
  - 16 Dywizja Piechoty – gen. dyw. Maison (3928 ludzi, 10 dział)
  - 19 Dywizja Piechoty – gen. dyw. Rochambeau (3818 ludzi, 10 dział)
  - 6 Brygada Kawalerii Lekkiej – gen. bryg. Boyer (700 ludzi)
  - Artyleria rezerwowa korpusu i park (872 ludzi, 23 działa)
- VI Korpus – marsz. Marmont, książę Reguzy
  - 20 Dywizja Piechoty – gen. dyw. Compans (4846 ludzi, 16 dział)
  - 21 Dywizja Piechoty – gen. dyw. hr. Lagrange (5877 ludzi, 16 dział)
  - 22 Dywizja Piechoty – gen. dyw. bron Friedrichs (5891 ludzi, 16 dział)
  - 25 Brygada Lekkiej Kawalerii (wirtemberska) – gen. bryg. hr. Normann (898 ludzi, 6 dział)
  - Artyleria rezerwowa i park korpusu (1346 ludzi, 36 dział)
- VII Korpus – gen. dyw. hr. Reynier
  - 13 Dywizja Piechoty – gen. dyw. Guilleminot (3500 ludzi, 6 dział)
  - 32 Dywizja Piechoty – gen. dyw. Derutte (3700 ludzi, 6 dział)
  - 24 Dywizja Piechoty (saska) – gen. dyw. von Zeschau (4547 ludzi, 16 dział)
  - 26 Brygada Kawalerii Lekkiej (saksońska) – płk von Lindenau (684 ludzi, 4 działa)
  - Artyleria rezerwowa i park(saski -? ludzi, 16 dział)
- VIII Korpus (polski) – gen. dyw. (od 16 X – marszałek Cesarstwa) ks. Poniatowski (5000–7500 ludzi)
  - 26 Dywizja Piechoty – gen. dyw. Kamieniecki (? ludzi, 14 dział)
  - 27 Dywizja Piechoty – gen. dyw. Krasiński (? ludzi,? dział)
  - 27 Brygada Kawalerii Lekkiej – gen. bryg. Umiński (? ludzi)
  - Artyleria rezerwowa korpusu i park (? ludzi, 16 dział)
- IX Korpus – marsz. Augereau, książę Castiglione
  - 51 Dywizja Piechoty – gen. dyw. Turreau (4350 ludzi, 18 dział)
  - 52 Dywizja Piechoty – gen. dyw. Semelle (4297 ludzi)
  - Artyleria rezerwowa i park (539 ludzi,? dział)
- XI Korpus – marsz. Macdonald, książę Tarentu
  - 31 Dywizja Piechoty – gen. dyw. Ledru des Essarts (5023 ludzi, 20 dział)
  - 35 Dywizja Piechoty – gen. dyw. baron Gerard (3551 ludzi, 14 dział)
  - 36 Dywizja Piechoty – gen. dyw. hr. Charpentier (4229 ludzi, 16 dział)
  - 39 Dywizja Piechoty (niemiecka) – gen. dyw. ks. Marchand (4602 ludzi, 7 dział)
  - 28 Brygada Kawalerii Lekkiej (włoska)- gen. bryg. Montbrun (446 ludzi)
  - Artyleria rezerwowa i park korpusu (2612 ludzi, 22 działa)

Dywizje samodzielne:
- Dywizja gen. dyw. Lefola (2229 ludzi)
- Dywizja gen. dyw. Dąbrowskiego (polska) (2850 ludzi, 8 dział)
- Garnizon Lipska – gen. dyw. Margaron (4820 ludzi, 16 dział)

Kawaleria Rezerwowa – marsz. Joachim Murat, król Neapolu
- I Korpus Kawalerii Rezerwowej – gen. dyw. hr. Latour-Maubourg
  - 1 Dywizja Kawalerii Lekkiej – gen. dyw. baron Berckheim (1100 ludzi)
  - 2 Dywizja Kawalerii Lekkiej – gen. dyw. Corbineau (750 ludzi, 15 dział)
  - 1 Dywizja Kawalerii Ciężkiej – gen. dyw. hr. Bordessoulle (1350 ludzi, 6 dział)
  - 3 Dywizja Kawalerii Ciężkiej – gen. dyw. baron Doumerc (540 ludzi)
- II Korpus Kawalerii Rezerwowej – gen. dyw. hr. Horace Sebastiani
  - 2 Dywizja Kawalerii Lekkiej – gen. dyw. baron Roussel d’Hurbal (5679 ludzi, 3 działa)
  - 4 Dywizja Kawalerii Lekkiej – gen. dyw. baron Exelmans (? ludzi,? dział)
  - 2 Dywizja Kawalerii Ciężkiej – gen. dyw. baron Saint-Germain (? ludzi,? dział)
- III Korpus Kawalerii Rezerwowej – gen. dyw. Arrighi, książę Padwy (4000 ludzi, 9 dział)
  - 5 Dywizja Kawalerii Lekkiej – gen. dyw. baron Lorge (przyłączona do VI Korpusu)
  - 6 Dywizja Kawalerii Lekkiej – gen. dyw. baron Fournier-Sarlovese (przyłączona do III Korpusu)
  - 4 Dywizja Kawalerii Ciężkiej – gen. dyw. hr. Defrance (bez 1 brygady)
- IV Korpus Kawalerii Rezerwowej (polski) – gen. dyw. Kellermann (chory, w bitwie korpus prowadzony przez gen. dyw. Sokolnickiego) – 3000 ludzi, 14 dział
  - 7 Dywizja Kawalerii Lekkiej – gen. dyw. Sokolnicki
  - 8 Dywizja Kawalerii Lekkiej – gen. dyw. ks. Sułkowski
- V Korpus Kawalerii Rezerwowej – gen. dyw. Pajol
  - 9 Dywizja Kawalerii Lekkiej – gen. dyw. Pire (1700 ludzi)
  - 5 Dywizja Kawalerii Ciężkiej – gen. dyw. L’Heretier (1700 ludzi)
  - 6 Dywizja Kawalerii Ciężkiej – gen. dyw. Milhaud (1600 ludzi, 3 działa)

### Wielka Armia w bitwie pod La Rothiere 1 II 1814
- dowódca – Napoleon I, cesarz Francuzów, król Włoch
- szef sztabu – marsz. Louis-Alexandre Berthier, książę Wagram, książę Neufchatel
- VI Korpus – marsz. Auguste Frédéric Louis Viesse de Marmont, książę Raguzy
  - Dywizja Piechoty – gen. dyw. Lagrande (4868 ludzi)
  - Dywizja Kawalerii – gen. dyw. Jean Pierre Doumerc (1900 ludzi)
- II Korpus – marsz. Claude Victor-Perrin, książę Belluno
  - Dywizja Piechoty – gen. dyw. Philoppe Guillaume Duhesme (2723 ludzi)
  - Dywizja Piechoty – gen. dyw. Thomas le Forestier (3347 ludzi)
- Korpus gen. dyw. Gerarda
  - Brygada Kawalerii Lekkiej – gen. bryg. Cyrille Simon Piquet
  - Dywizja Piechoty – gen. dyw. Guillaume Henri Dufour (4291 ludzi)
  - Dywizja Piechoty – gen. dyw. Ricard (2917 ludzi)
- V Korpus Kawalerii – gen. dyw. Edouard Jean Baptiste Milhaud
  - 6 Dywizja Kawalerii Ciężkiej – gen. dyw. Samuel Francois l'Heritier (1164 ludzi)
  - 5 Dywizja Kawalerii Ciężkiej – gen. dyw. Andre Louis Elisabeth Marie Briche (1590 ludzi)
  - 9 Dywizja Kawalerii Lekkiej – gen. dyw. Pire (1050 ludzi)
- Korpus Piechoty Młodej Gwardii – marsz. Michel Ney, książę rzeki Moskwy
  - 1 Dywizja Młodej Gwardii – gen. dyw. Munier (4133 ludzi)
  - 2 Dywizja Młodej Gwardii – gen. dyw. Decouz (2840 ludzi)
  - 5 Dywizja Młodej Gwardii – gen. dyw. Rothembourg (4950 ludzi)
- Kawaleria Młodej Gwardii
  - 1 Dywizja Kawalerii Młodej Gwardii – gen. dyw. Louis Marie Levesque Leferriere (2228 ludzi)
  - 2 Dywizja Kawalerii Młodej Gwardii – gen. dyw. Defrance (1200 ludzi)
- Korpus Kawalerii Starej Gwardii – gen. dyw. Étienne Marie Antoine Champion de Nansouty
  - 1 Dywizja Kawalerii Starej Gwardii – gen. dyw. Pierre David Colbert de Chabanais (1100 ludzi)
  - 2 Dywizja Kawalerii Starej Gwardii – gen. dyw. Claude Etienne Guyot (2585 ludzi)
- Artyleria Rezerwowa – gen. dyw. Antoine Count Drouot

## Galeria dowódców

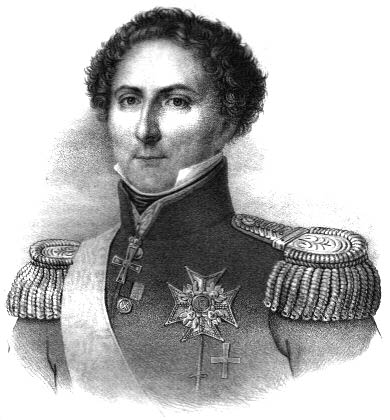
Jean Baptiste Bernadotte
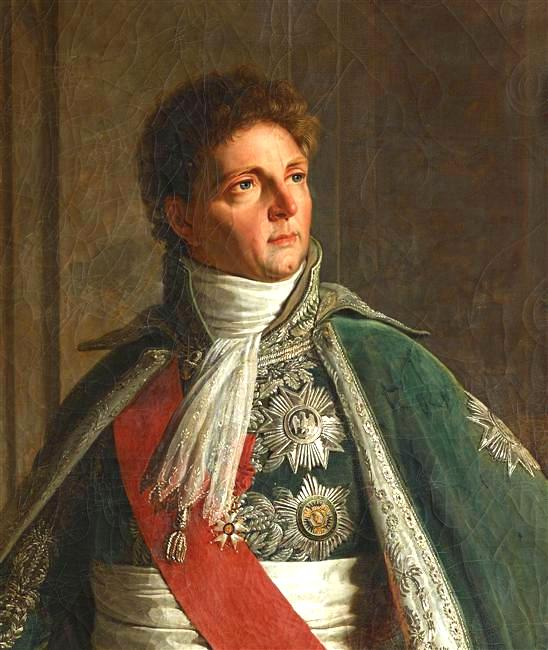
Louis-Alexandre Berthier
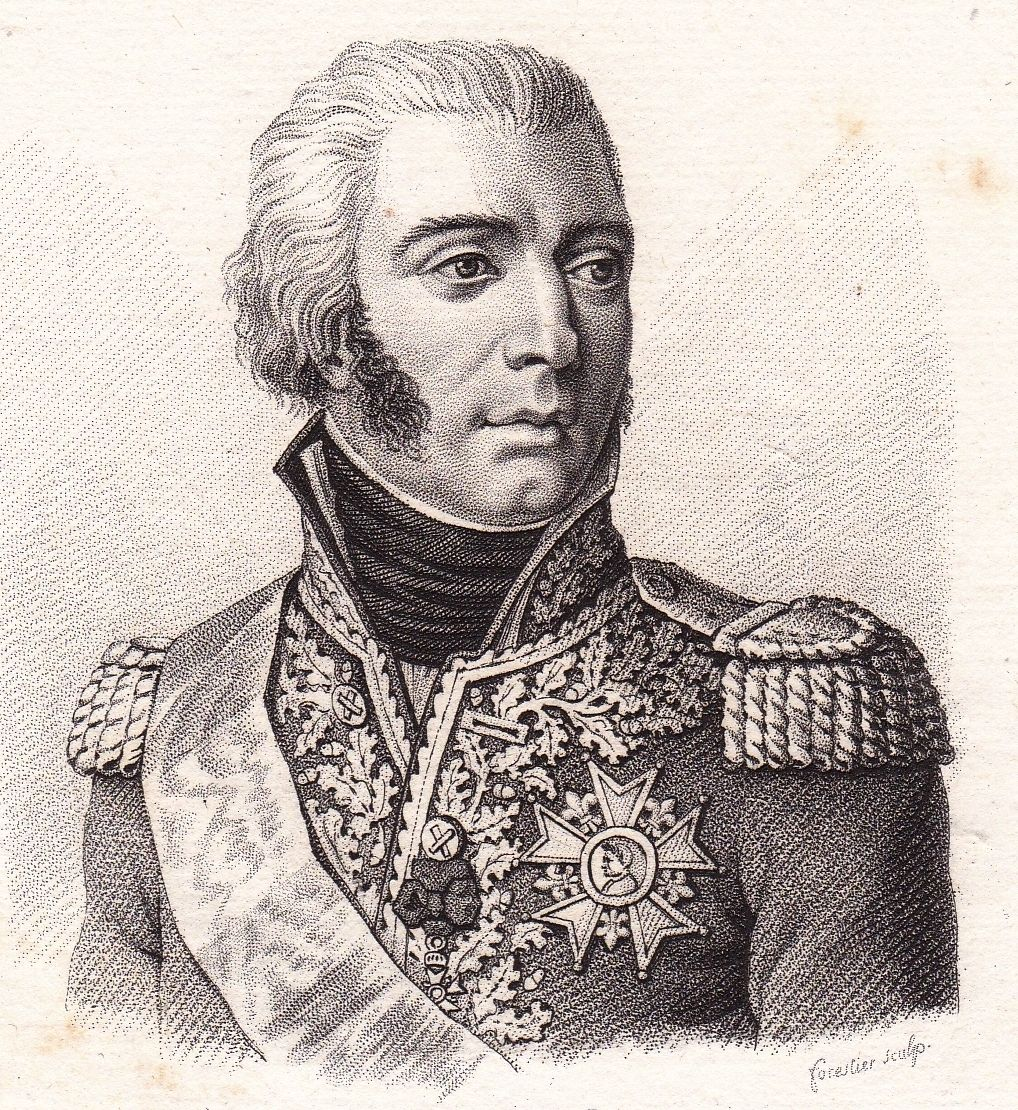
Jean-Baptiste Bessières
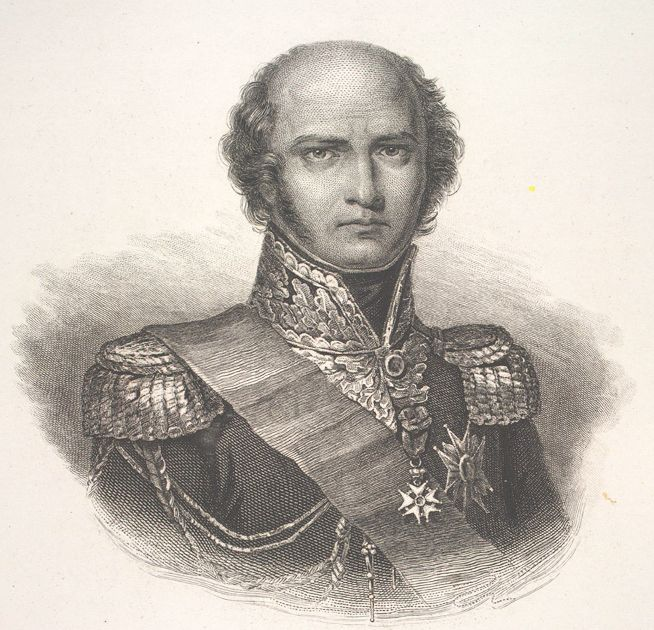
Louis Nicolas Davout
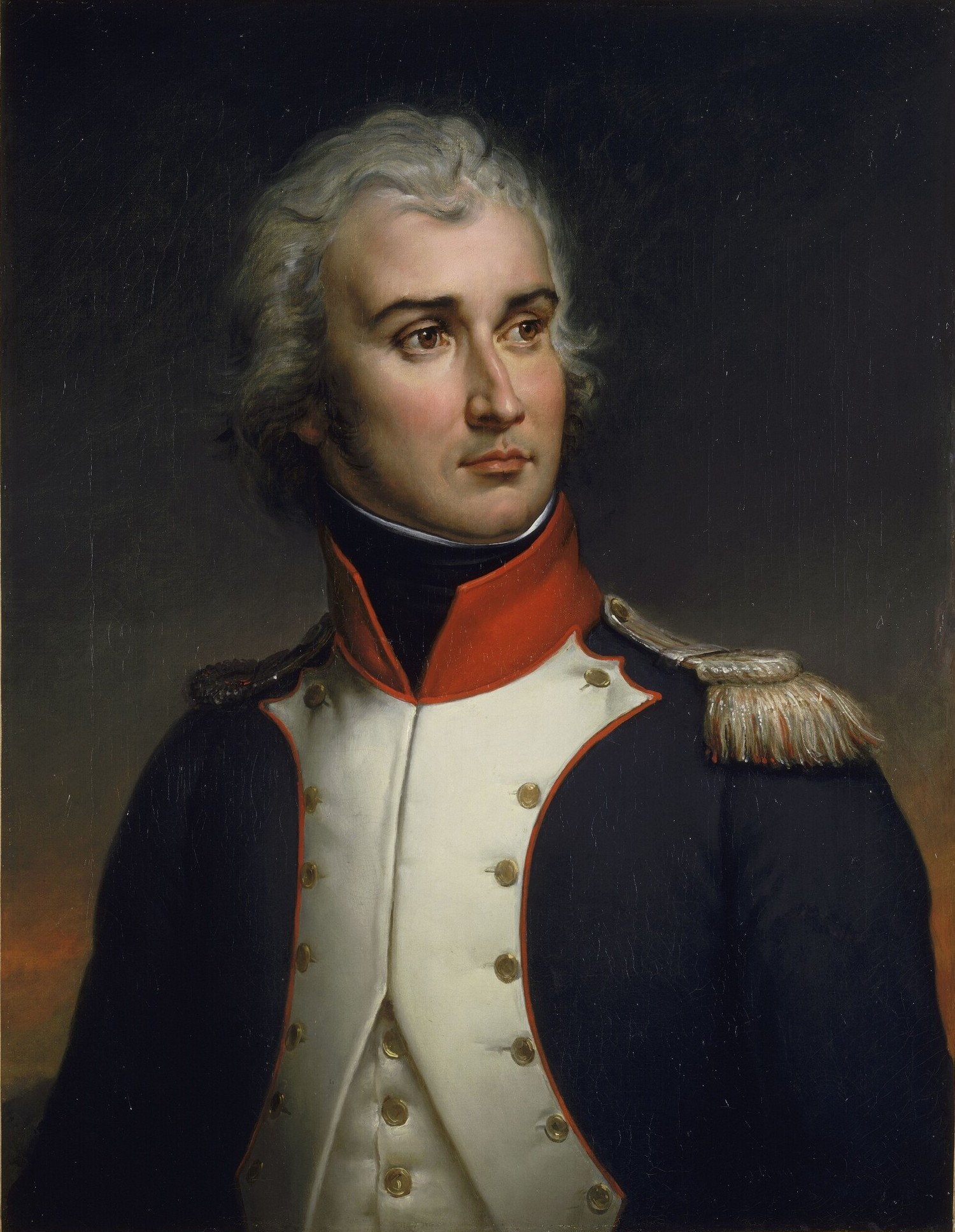
Jean Lannes
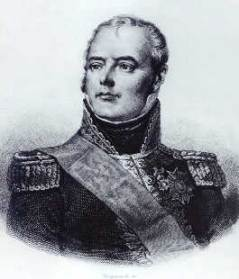
Étienne Macdonald
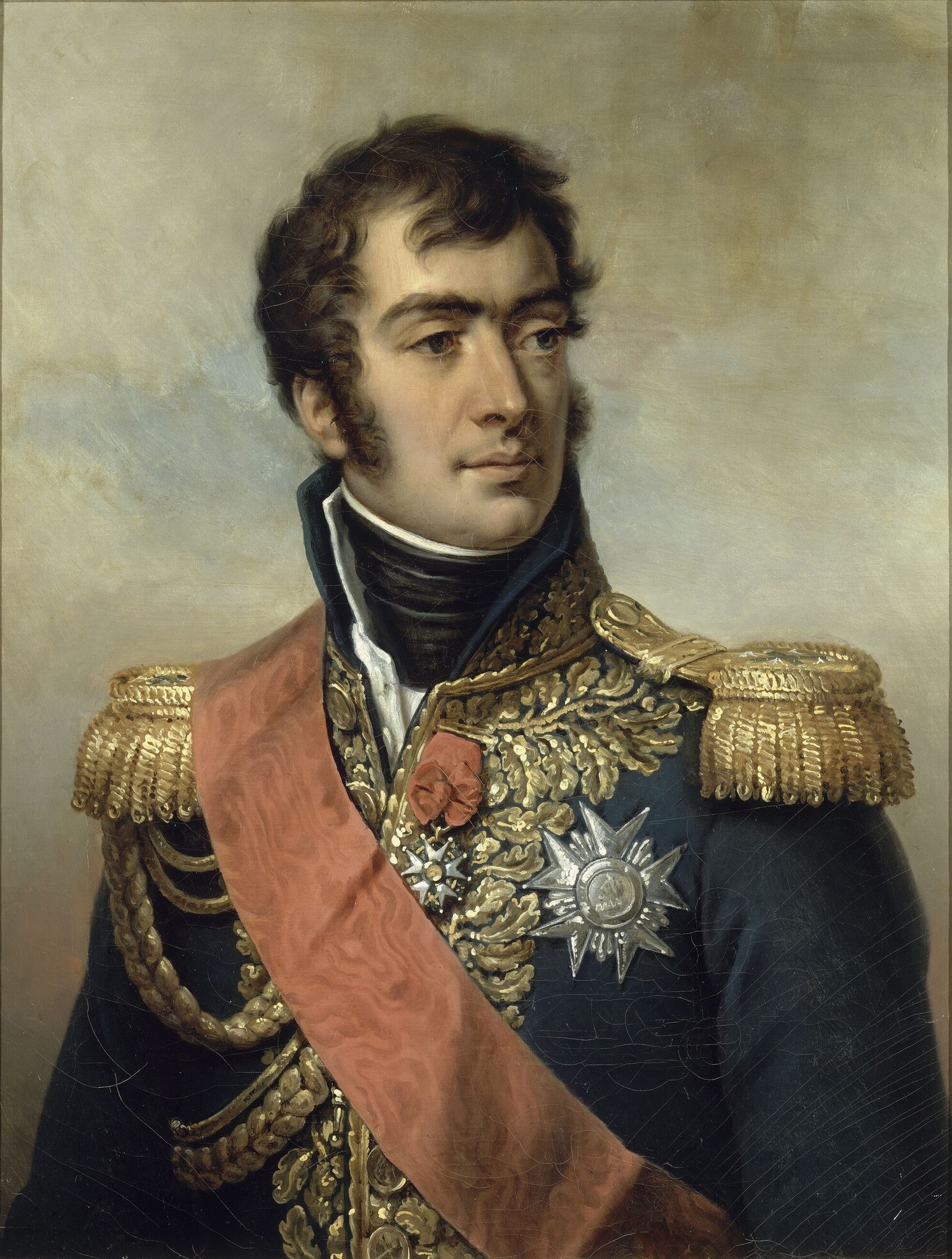
Auguste Marmont
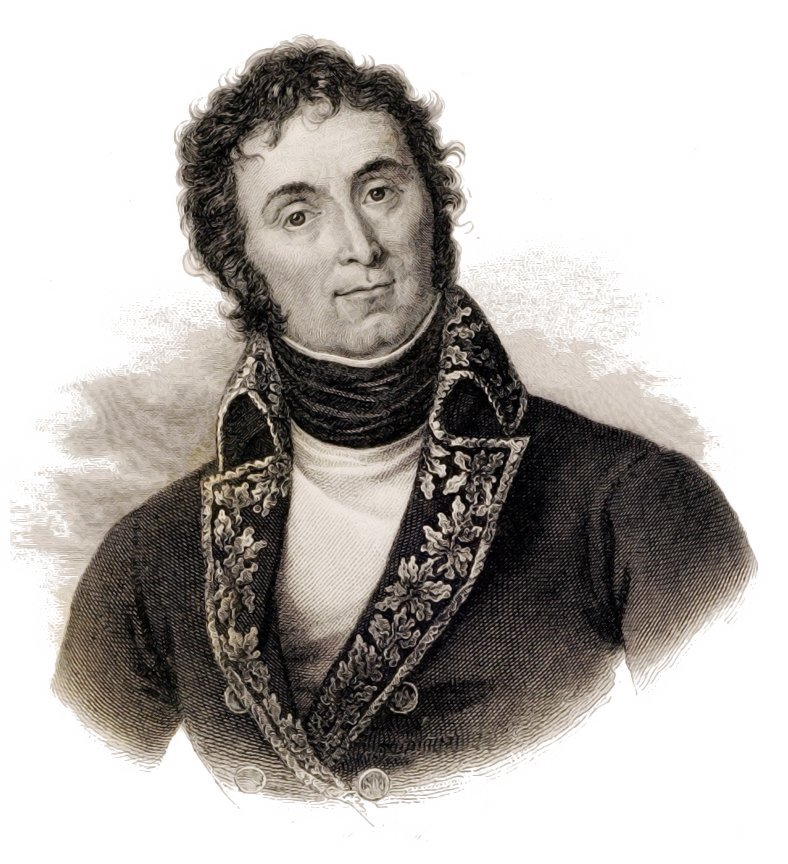
André Masséna
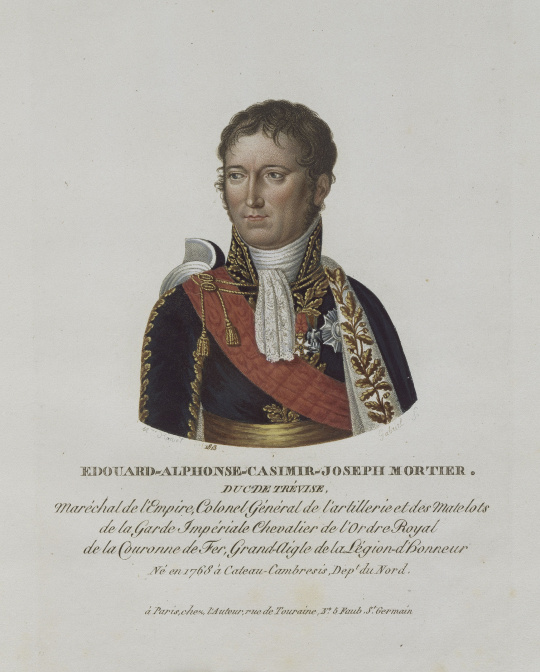
Édouard Joseph Mortier
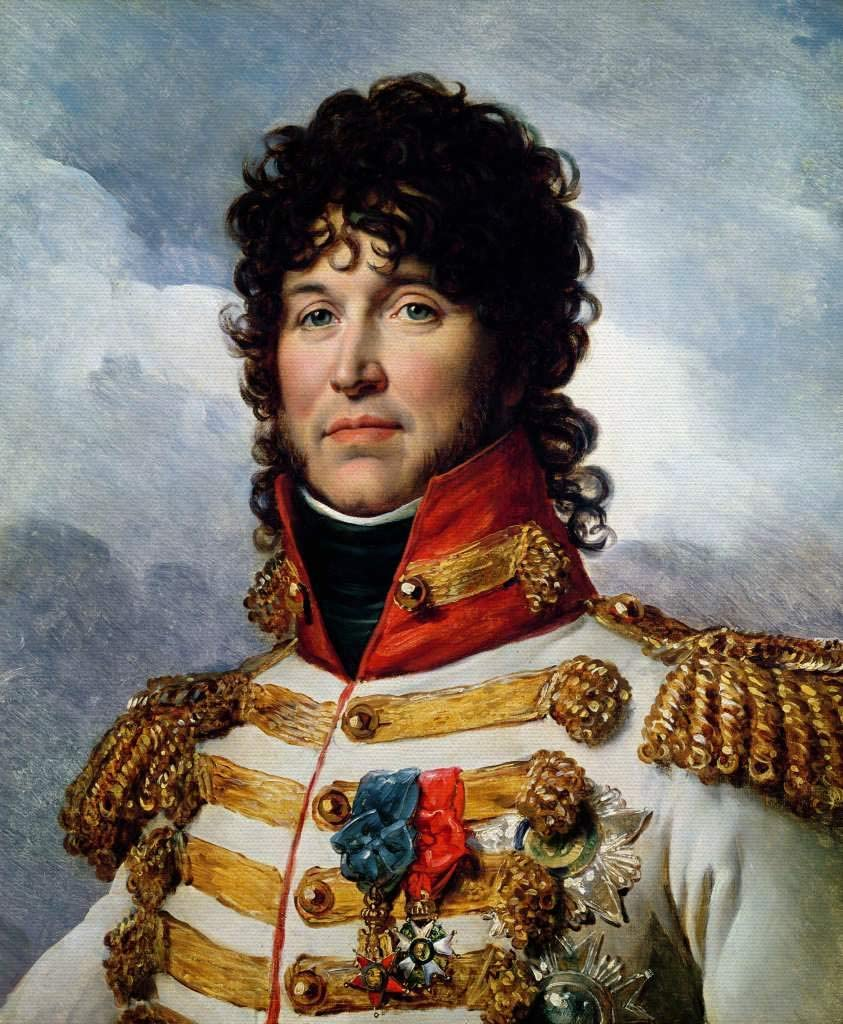
Joachim Murat
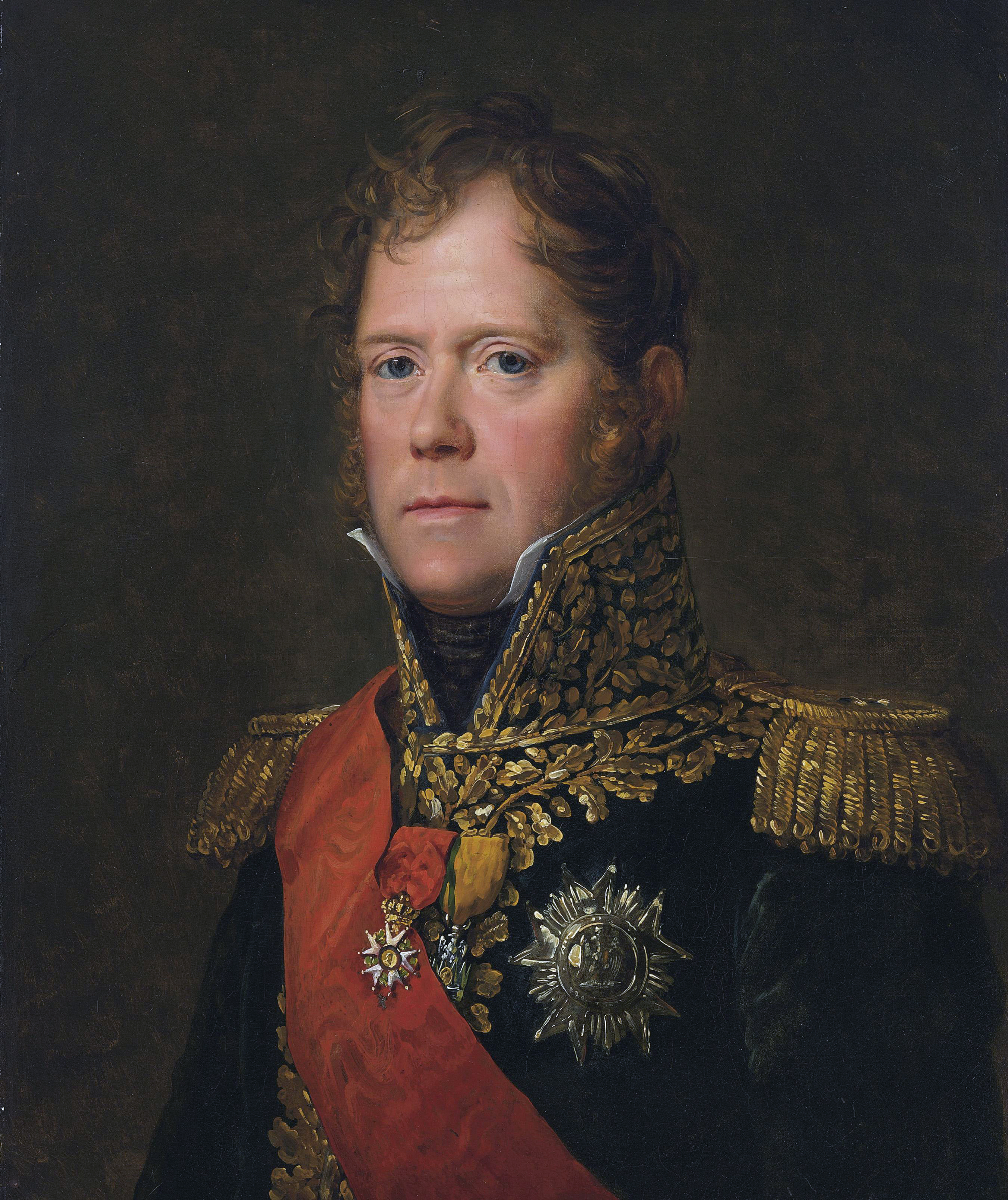
Michel Ney
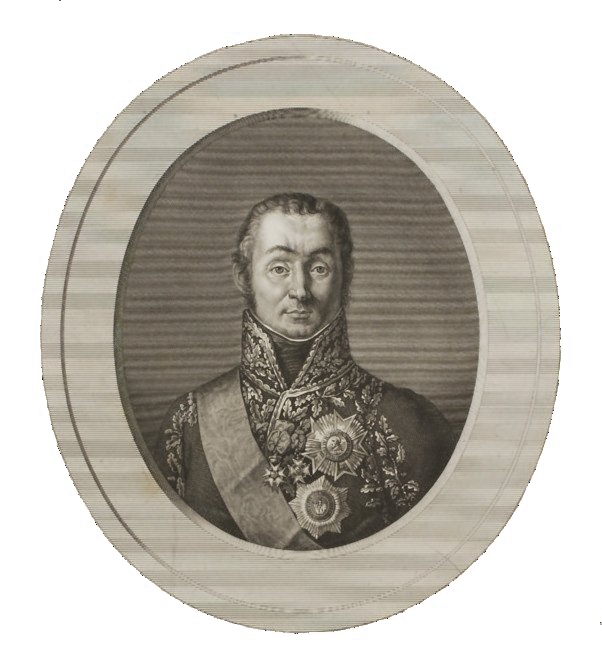
Nicolas Oudinot
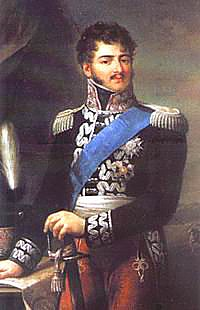
Józef Antoni Poniatowski
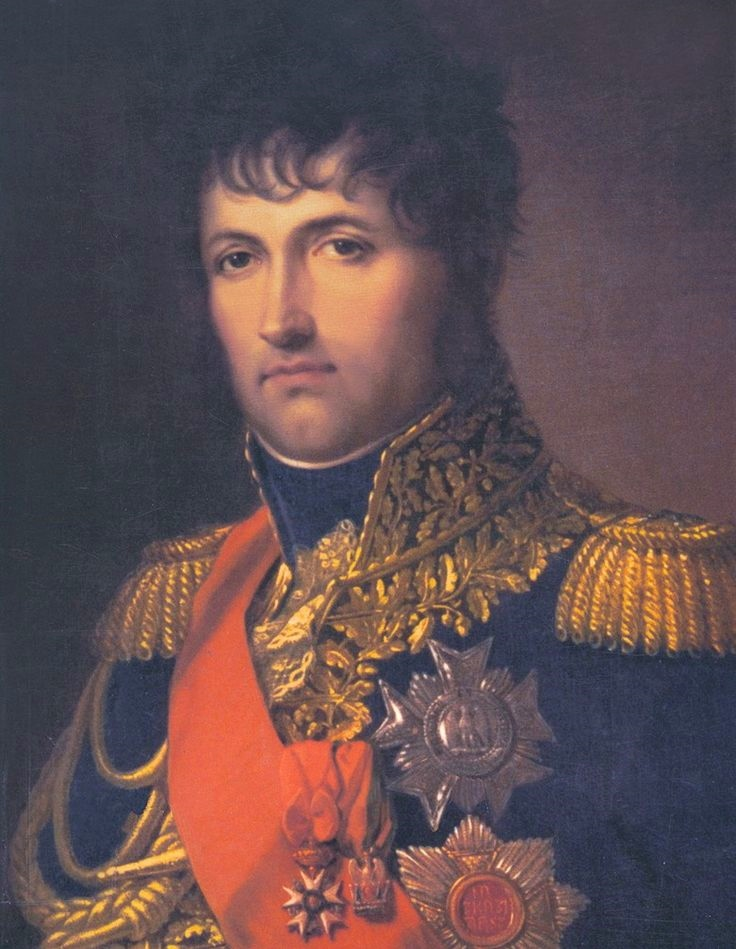
Nicolas Soult
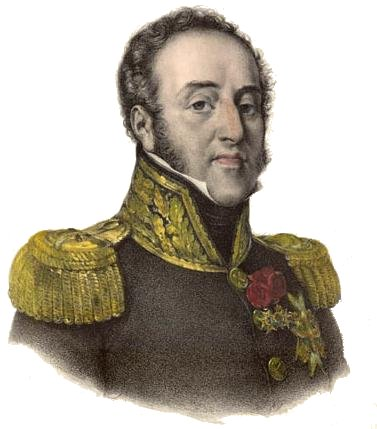
Louis Gabriel Suchet
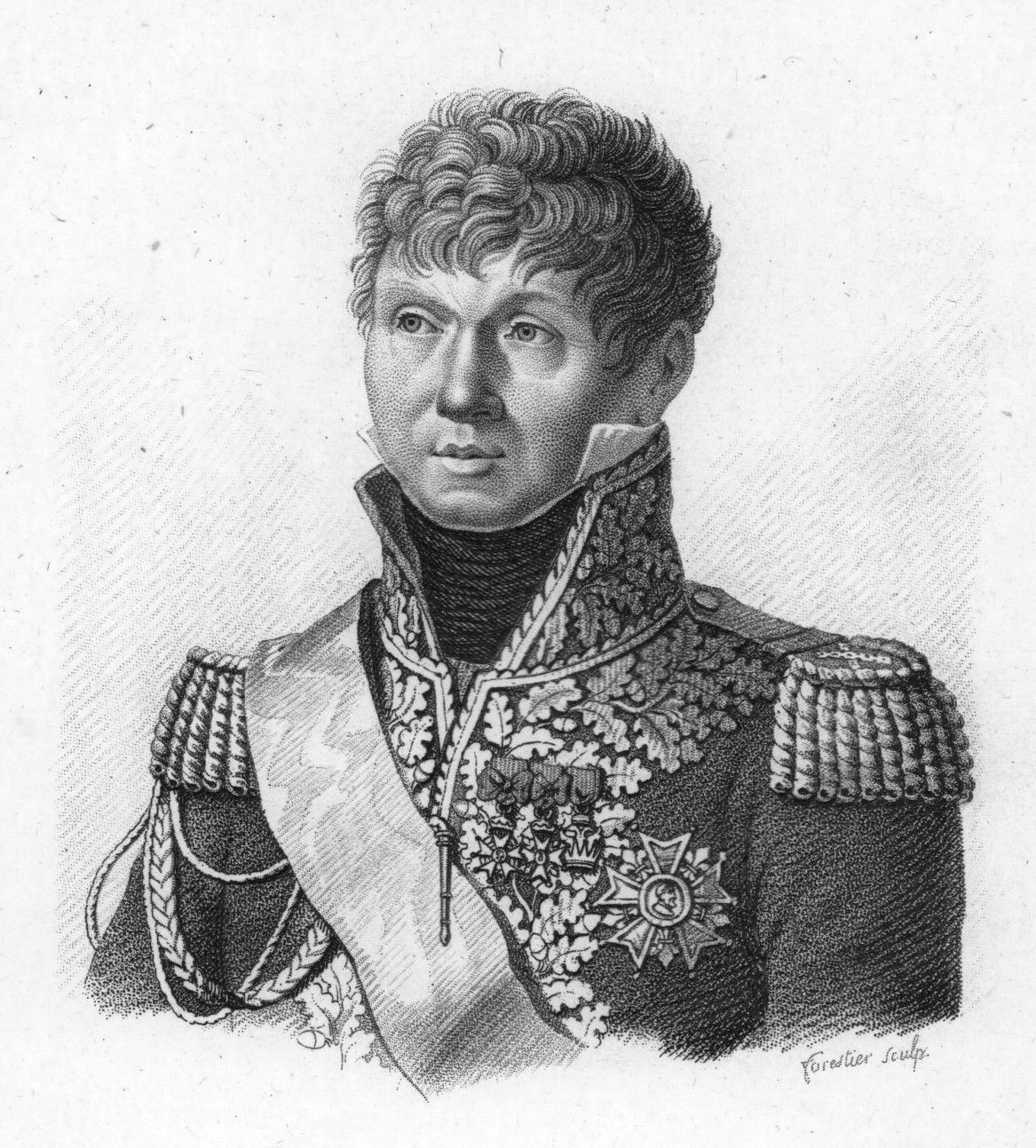
Claude Victor-Perrin